# Los Mages
Los Mages (en francès Les Mages) és un municipi francès situat al departament del Gard i a la regió d'Occitània.